# مسرح عمليات المحيط الهادئ في الحرب العالمية الثانية

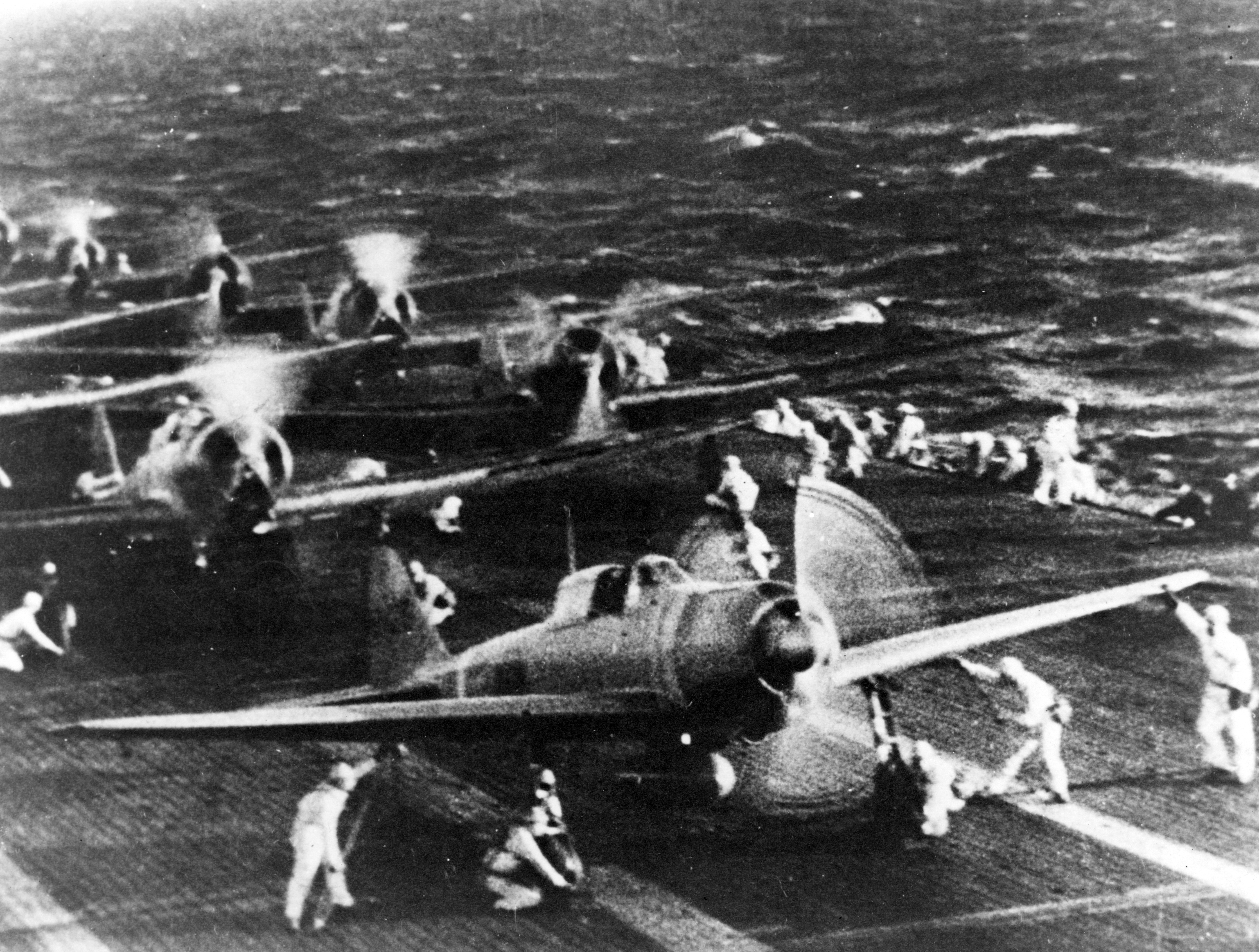
هجوم بيرل هاربور ، 7 ديسمبر 1941. طائرة بحرية يابانية تستعد للإقلاع من حاملة طائرات (يُقال أنها شوكاكو) لمهاجمة بيرل هاربور في صباح يوم 7 ديسمبر 1941

كان مسرح عمليات المحيط الهادئ في الحرب العالمية الثانية مسرحًا رئيسيًا لحرب المحيط الهادئ حيث دار الصراع بين الحلفاء وإمبراطورية اليابان. عَرَفَتهُ قيادة منطقة المحيط الهادئ لقوات الحلفاء والتي شملت معظم المحيط الهادئ وجزره، بينما استبعدت البر الرئيسي لآسيا وكذلك الفلبين وجزر الهند الشرقية الهولندية وبورنيو وأستراليا ومعظم أراضي غينيا الجديدة والجزء الغربي من جزر سليمان.
ظهرت المسمى رسميًا في 30 مارس 1942، عندما عُينّ الأدميرال الأمريكي تشيستر نيمتز القائد الأعلى لقوات الحلفاء في مناطق المحيط الهادئ. أما في المسرح الرئيسي الآخر في منطقة المحيط الهادئ، والمعروف باسم مسرح جنوب غرب المحيط الهادئ، فقد كانت قوات الحلفاء تحت قيادة الجنرال الأمريكي دوغلاس ماك آرثر. وقد أشرفت هيئة الأركان المشتركة الأمريكية ورؤساء الأركان المشتركة للحلفاء الغربيين (CCoS) على كل من نيمتز وماك آرثر.
كانت معظم القوات اليابانية في هذا المسرح جزءًا من الأسطول المشترك (連 合 艦隊، رينغو كانتاي) التابع للبحرية الإمبراطورية اليابانية والتي كانت مسؤولة عن جميع السفن الحربية اليابانية والطائرات البحرية ووحدات المشاة البحرية. قاد الأدميرال إيسوروكو ياماموتو الأسطول المشترك، حتى قُتل في هجوم شنته الطائرات المقاتلة الأمريكية في أبريل 1943. خلف ياماموتو الأدميرال مينيتشي كوجا (1943-1944) والأدميرال تويودا سويمو (1944-1945). كانت هيئة الأركان العامة (参謀 本部 ،سانبو هونبو) للجيش الإمبراطوري الياباني مسؤولة عن الوحدات البرية والجوية للجيش الإمبراطوري الياباني في جنوب شرق آسيا وجنوب المحيط الهادئ. لم تستخدم البحرية والجيش الياباني رسميًا هيئة أركان مشتركة/موحدة على المستوى العملياتي وتداخلت هياكل القيادة/المناطق الجغرافية للعمليات مع بعضها البعض وتلك التابعة للحلفاء.
في مسرح المحيط الهادئ، قاتلت القوات اليابانية أساسًا ضد البحرية والجيش الأمريكي الذي كان لديه 6 فيالق و 21 فرقة وسلاح مشاة البحرية الأمريكية الذي كان لديه 6 فرق فقط. كما ساهمت المملكة المتحدة (بأسطول المحيط الهادئ البريطاني) وشاركت نيوزيلندا وأستراليا وكندا ودول الحلفاء الأخرى بقوات.

## الحملات والمعارك الكبرى
- مسرح المحيط الهادئ
  - الهجوم على بيرل هاربور 7 ديسمبر 1941[3]
  - معركة جزيرة ويك 7–23 ديسمبر 1941[4]
  - حملة الفلبين (1941-1942) 8 ديسمبر 1941 – 8 مايو 1942
  - غارة دوليتل 18 أبريل 1942[3]
  - معركة ميدواي 4–7 يونيو 1942[3]
  - حملة غوادالكانال 7 أغسطس 1942 إلى 9 فبراير 1943
  - حملة جزر غيلبرت ومارشال 1943–44
    - غارة جزيرة ماكين 17–18 أغسطس 1942[5]
    - معركة تاراوا 20 نوفمبر 1943[3]
    - معركة ماكين 20–23 نوفمبر 1943
    - معركة كواجالين 14 فبراير 1944[6]
    - معركة إنيويتوك 17 فبراير 1944[7]

  - الهجوم على جزيرة ترك 17–18 فبراير 1944
  - حملة جزر ماريانا وبالاو 1944
    - معركة سايبان 15 يونيو 1944[8]
    - معركة بحر الفلبين 19–21 يونيو 1944[9]
    - معركة غوام 21 يوليو 1944[10]
    - معركة تينيان 24 يوليو 1944[10]
    - معركة بيليليو 15 سبتمبر 1944[11]
    - معركة أنغاور 17 سبتمبر 1944[11]
    - معركة ليتي 17 أكتوبر 1944
    - معركة لوزون 9 يناير 1945

  - معركة إيوو جيما 19 فبراير 1945[3]
  - معركة أوكيناوا 1 أبريل 1945[3]
- مسرح شمال المحيط الهادئ
  - حملة جزر ألوتيان 1942–43
  - معركة جزر كوماندورسكي 26 مارس 1943[3]

## كتب
- Cressman، Robert J. (2000)، The Official Chronology of the U.S. Navy in World War II، Annapolis, ماريلند: Naval Institute Press، ISBN:1-55750-149-1، مؤرشف من الأصل في 2022-10-26.
- Drea، Edward J. (1998)، In the Service of the Emperor: Essays on the Imperial Japanese Army، نبراسكا: University of Nebraska Press، ISBN:0-8032-1708-0.
- Hakim، Joy (1995)، A History of Us: War, Peace and All That Jazz، New York: Oxford University Press، ISBN:0-19-509514-6.
- Kafka، Roger؛ Pepperburg، Roy L. (1946)، Warships of the World، New York: Cornell Maritime Press.
- Miller، Edward S. (2007)، War Plan Orange: The U.S. Strategy to Defeat Japan, 1897–1945، US Naval Institute Press، ISBN:978-1-59114-500-4.
- Ofstie، Ralph A. (1946). The Campaigns of the Pacific War. Washington, DC: United States Government Printing Office..
- Potter، E. B.؛ Nimitz، Chester W. (1960)، Sea Power، Prentice-Hal، مؤرشف من الأصل في 2022-04-07.
- Silverstone، Paul H. (1968)، U.S. Warships of World War II، Doubleday & Co.
- Toll، Ian W. (2011). Pacific Crucible: War at Sea in the Pacific, 1941–1942. New York: W. W. Norton.
- ——— (2015). The Conquering Tide: War in the Pacific Islands, 1942–1944. New York: W. W. Norton.
- ——— (2020). Twilight of the Gods: War in the Western Pacific, 1944–1945. New York: W. W. Norton.